# Жээнбекова, Айгуль Токоевна
Айгуль Токоевна Жээнбекова (урождённая Токо́ева; кирг. Айгүл Жээнбекова; род. 1968, Кара-Кульджинский район, Ошская область) — супруга бывшего президента Киргизии Сооронбая Жээнбекова. Первая леди Киргизии с 2017 по 2020 год.

## Биография
Айгуль Токоева родилась и выросла в селе Биринчи Май Кара-Кульджинского района Ошской области. Училась в местной школе XXIII съезда КПСС (ныне Школа имени Ажыбека Юсупова).
Имеет высшее образование, но официально нигде не работала.
В качестве первой леди Айгуль была замечена впервые на инаугурации президента Киргизии в ноябре 2017 года, но и после этого события она редко показывалась публике. В сентябре 2018 года Жээнбекова приняла участие в ряде мероприятий, встречая высокопоставленных гостей, открыв с первой леди Турции Эмине Эрдоган культурный центр имени Айтматова и посетив с ней этногородок «Бишкек ордо» и «Кырчын».

## Семья
- Отец — Токо Култумушев. Работал в районном потребительском обществе[3].
- Мать — Сылан Капарова[3].

Айгуль Токоева — первенец в семье. У неё есть пять младших сестёр и трое братьев.

### Личная жизнь
Считается, что Сооронбай Жээнбеков приметил Айгуль в молодости, в 1983 году, когда в качестве главного зоотехника совхоза «Совет» приезжал к ней в родное село. В то время будущий президент работал зоотехником и часто ездил на джайляу через село Биринчи Май. Однажды он увидел у дороги девушку, которая несла ведра с водой и пока выходил из машины, она скрылась из виду. Жээнбеков зашёл в сельский магазин и попросил у продавщицы Шарапат эже адрес незнакомки. С помощью неё он узнал, что девушку зовут Айгуль и кто её родители. Спустя немного времени со дня знакомства Жээнбековы помолвились.
У Жээнбековых двое детей — сын Иман и старшая дочь Бактыгуль.
Айгуль практически не даёт интервью и не выступает на мероприятиях. Является домохозяйкой. Кроме этого, ведёт небольшое дело в сфере сельского хозяйства.